# Stiepelteken

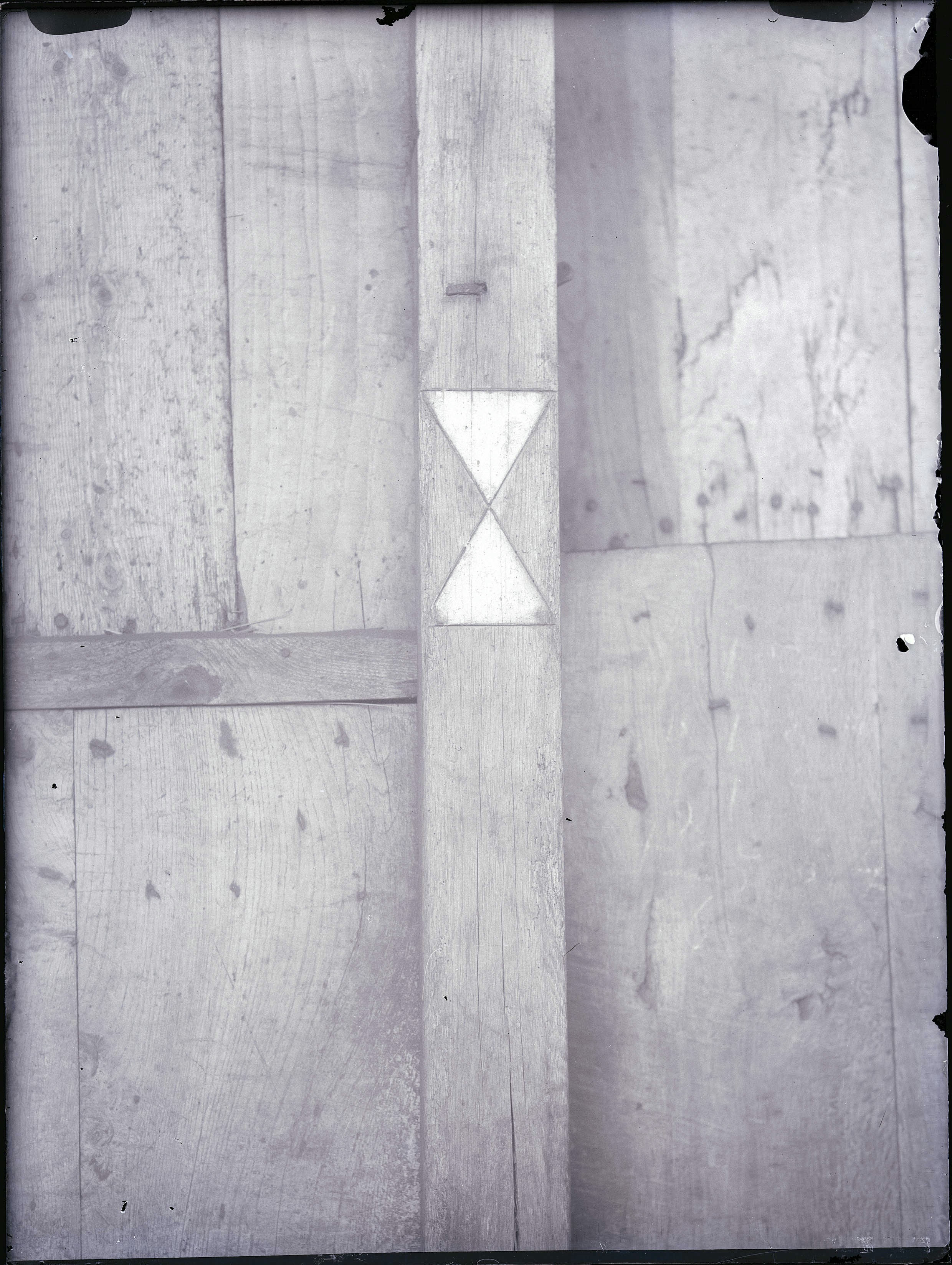
Stiepelteken in 1922 aangetroffen op een schuurdeur te Geesteren

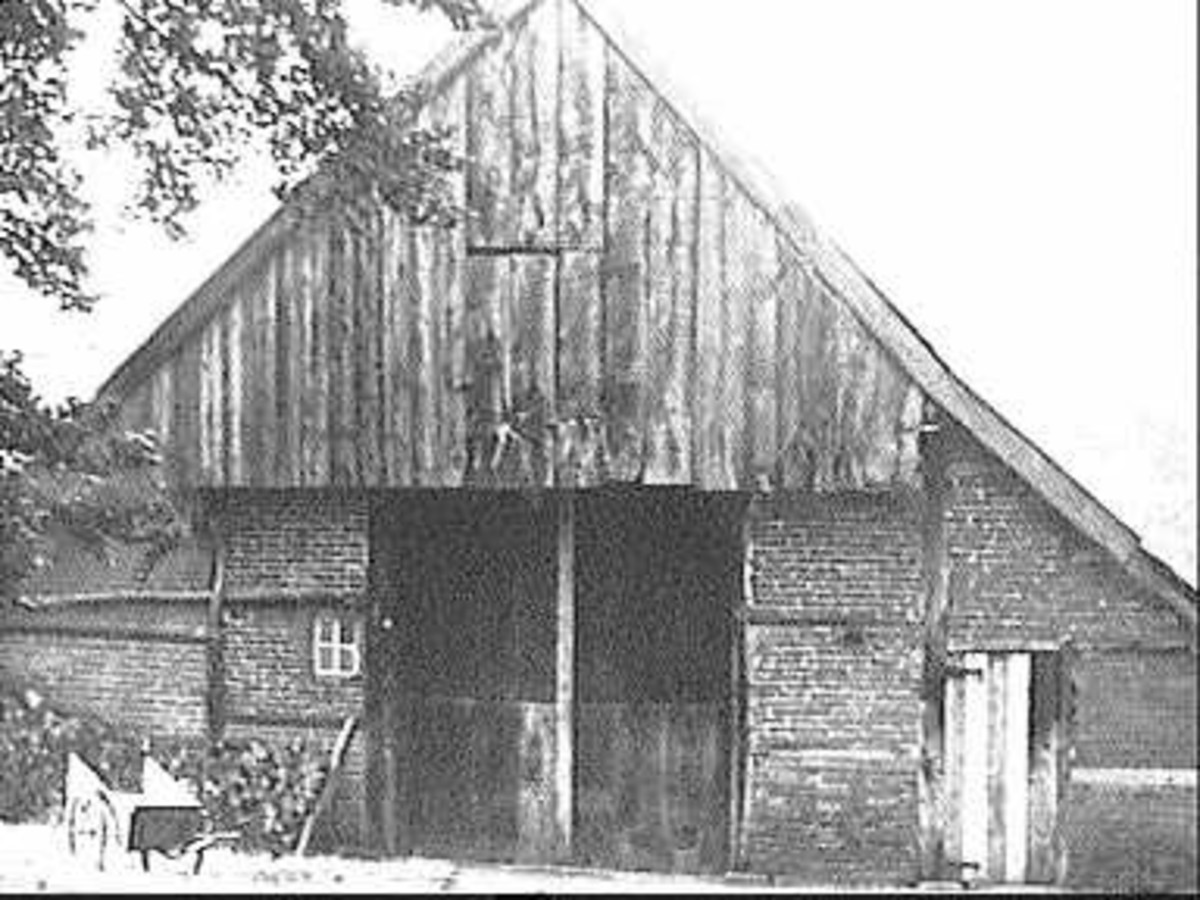
Stiepel met de gedeelde schuurdeuren van een hallenhuisboerderij in Twente

Stiepeltekens zijn versieringen die zijn aangebracht op een stiepel. Een stiepel of middeler is de stijl waartegen de beide helften van de baanders of niendeuren sluiten en die uitneembaar is wanneer men bijvoorbeeld met een wagen de deel op wil rijden. Gewoonlijk bestaat het stiepelteken uit de vorm van een X of zandloper die in het hout is gekerfd of gegutst. Men ziet dit veel aan authentieke boerderijen in de Achterhoek en Twente.

## Stiepel
De stiepel zelf heeft voornamelijk een constructieve functie: hij dient als sluitstijl voor de dubbele deuren. Hij ontstond tijdens de ontwikkeling van het hallenhuis in Oost-Nederland en Westfalen in de Middeleeuwen. Het los hoes (onverdeeld hallenhuis) dat volgens de jongste onderzoekingen omstreeks 1100 zal zijn ontstaan, voldeed voor het eerst aan de behoefte, een dorsdeel te creëren, voor de gestegen oogstproductie. De potstal bevond zich aan weerszijden van de middenbeuk, verdiept aangelegd. De later tot regionale vormen geëvolueerde deeldeuren werden in deze periode voor het eerst toegepast. Ze waren hoofdzakelijk voor het inrijden van de oogstwagens en het in- en uitdrijven van de veestapel. De stiepel is in of na de 14de eeuw in zwang gekomen.

## Symboliek
Gewoonlijk gaat men ervan uit dat het stiepelteken oorspronkelijke een magische betekenis had en dat het teken het huis en zijn bewoners moest beschermen tegen het Kwaad. Ook wordt wel een verband met de rune gebo (gave) verondersteld. Voordat door onderzoek was gebleken dat het hallenhuis  een laatmiddeleeuwse uitvinding is, meenden volkscultuuronderzoekers dat de oorsprong van de stiepeltekens zou teruggaan tot de vroegmiddeleeuwse prechristelijke Saksische tijd.